# Ryszard Lenczewski
Ryszard Lenczewski (* 5. Juni 1948 in Miłków, Niederschlesien) ist ein polnischer Kameramann.

## Leben
Ryszard Lenczewski schloss 1975 sein Studium an der Staatlichen Hochschule für Film, Fernsehen und Theater Łódź ab. Anschließend drehte er Lehrfilme für Wytwórnia Filmów Oświatowych. Ab Ende der 1970er Jahre arbeitete er für den polnischen Film. Nachdem er Ende der 1980er Jahre kurzzeitig in Deutschland tätig war und Filme wie Der blaue Mond und Letzte Nachrichten drehte, lebt und arbeitet Lenczewski in England. Seitdem wurde er für mehrere Filmpreise nominiert und mit einigen ausgezeichnet. So erhielt er für seine Arbeit an My Summer of Love bei der Verleihung des Europäischen Filmpreises 2005 eine Nominierung als Bester Kameramann. Bei den 87. Academy Awards 2015 war er für den Film Ida gemeinsam mit Łukasz Żal in der Kategorie beste Kamera nominiert.

## Filmografie (Auswahl)
- 1980: Traumschloß (Pałac)
- 1982: Die Bitternis der Liebe (Mężczyzna niepotrzebny!)
- 1987: Hüter des Drachens (Biały smok)
- 1989: Der blaue Mond
- 1989: Letzte Nachrichten
- 1993: Berlin Breslauer Platz (Obcy musi fruwać)
- 1993: In der Haut des Killers (In a Moment of Passion)
- 1997: Die Farbe des Lebens (Our God's Brother)
- 2001: Tabloid – Gefährliche Enthüllungen (Tabloid)
- 2002: Schiffbrüchig (Stranded)
- 2003: Intermission
- 2004: My Summer of Love
- 2005: Tom Brown’s Schooldays
- 2011: Die geheimnisvolle Fremde (La femme du Vème)
- 2011: Margaret
- 2013: Ida